# 方傳穆
方傳穆，字彥和，安徽桐城人。中國清朝官員。

## 生平
方传穆為嘉慶二十四年（1819年）己卯恩科二甲第七十一名進士，選庶吉士，散館授編修。官至福建津延道。

## 家族
父方維甸為乾隆四十六年（1781年）进士，乾隆年間重臣。